# Nabil Baha
Nabil Baha (ur. 12 sierpnia 1981 w Remiremont) – piłkarz marokański grający na pozycji napastnika.

## Kariera klubowa
Baha urodził się we Francji w rodzinie pochodzenia marokańskiego. Karierę piłkarską rozpoczął w klubie Montpellier HSC. Nie przebił się do pierwszego składu drużyny i w latach 1999–2001 występował w amatorskich rezerwach tego klubu. Następnie trafił do portugalskiego Naval 1º Maio. Przez trzy lata był podstawowym zawodnikiem klubu i występował z nim w rozgrywkach drugiej lidze portugalskiej zdobywając w tym okresie 24 gole. W 2004 roku został zawodnikiem Sportingu Braga. W pierwszej lidze swój debiut zaliczył 14 listopada w zremisowanym 0:0 wyjazdowym meczu z União Leiria. W Bradze był rezerwowym i zaliczył łącznie 10 spotkań w rozgrywkach ligowych, w których zdobył jednego gola.
W 2005 roku Baha został zawodnikiem Racingu Ferrol, występującego w Segunda División. Dla tego hiszpańskiego klubu strzelił 8 goli i po sezonie powrócił do Francji, gdzie podpisał kontrakt z drużyną Créteil-Lusitanos. Pobyt w Créteil trwał pół roku i w tym okresie Marokańczyk zdobył 5 goli. Na początku 2007 roku został piłkarzem innego hiszpańskiego drugoligowca, SD Ponferradina, a jego dorobek bramkowy wyniósł 9 goli.
Latem 2007 Baha przeszedł do Málagi, również grającej w Segunda División. W barwach tej drużyny po raz pierwszy wystąpił 26 sierpnia 2007 w spotkaniu z Salamanką (3:0). Zdobywając 10 goli w sezonie 2007/2008 przyczynił się do awansu Málagi do Primera División. W Máladze grał do końca 2010 roku.
W 2011 roku Baha został zawodnikiem greckiego AEK Ateny. Po pół roku gry w AEK wrócił do Hiszpanii i przeszedł do CE Sabadell FC. Grał też w Dalian Aerbin i FUS Rabat.
| Sezon   | Klub                 | Kraj       | Rozgrywki           | Mecze | Bramki |
| ------- | -------------------- | ---------- | ------------------- | ----- | ------ |
| 1999/00 | Montpellier HSC B    | Francja    | CFA                 | 2     | 0      |
| 2000/01 | Montpellier HSC B    | Francja    | CFA                 | 23    | 5      |
| 2001/02 | Naval 1º Maio        | Portugalia | Liga de Honra       | 24    | 6      |
| 2002/03 | Naval 1º Maio        | Portugalia | Liga de Honra       | 32    | 7      |
| 2003/04 | Naval 1º Maio        | Portugalia | Liga de Honra       | 28    | 11     |
| 2004/05 | SC Braga             | Portugalia | Superliga           | 10    | 1      |
| 2005/06 | Racing Ferrol        | Hiszpania  | Segunda División    | 37    | 8      |
| 2006/07 | US Créteil-Lusitanos | Francja    | Ligue 2             | 17    | 5      |
| 2006/07 | SD Ponferradina      | Hiszpania  | Segunda División    | 20    | 9      |
| 2007/08 | Málaga CF            | Hiszpania  | Segunda División    | 36    | 10     |
| 2008/09 | Málaga CF            | Hiszpania  | Primera División    | 36    | 9      |
| 2009/10 | Málaga CF            | Hiszpania  | Primera División    | 32    | 5      |
| 2010/11 | Málaga CF            | Hiszpania  | Primera División    | 5     | 0      |
| 2010/11 | AEK Ateny            | Grecja     | Super League Ellada | 18    | 1      |
| 2011/12 | CE Sabadell FC       | Hiszpania  | Segunda División    | 27    | 5      |
| 2012/13 | CE Sabadell FC       | Hiszpania  | Segunda División    | 5     | 0      |
| 2013    | Dalian Aerbin        | Chiny      | Super League        | 9     | 2      |
| 2014/15 | FUS Rabat            | Maroko     | GNF 1               | 20    | 2      |
| 2015/16 | FUS Rabat            | Maroko     | GNF 1               | 21    | 4      |

## Kariera reprezentacyjna
W reprezentacji Maroka Baha zadebiutował w 2003 roku. W 2004 roku został powołany do kadry na Puchar Narodów Afryki 2004. W półfinałowym meczu z Mali (4:0) zdobył jedną z bramek, a ostatecznie wywalczył z Marokiem wicemistrzostwo kontynentu. W 2008 roku był bliski powołania na Puchar Narodów Afryki 2008, jednak z gry w tym turnieju wyeliminowała go kontuzja ramienia.